# Halowe Mistrzostwa Świata w Lekkoatletyce 1997 – skok wzwyż kobiet
Skok wzwyż kobiet – jedna z konkurencji rozgrywanych podczas halowych mistrzostw świata w lekkoatletyce w 1997. Eliminacje miały miejsce 7 marca, finał zaś odbył się 8 marca.
Udział w tej konkurencji brało 25 zawodniczek z 21 państw. Zawody wygrała reprezentantka Bułgarii Stefka Kostadinowa. Drugą pozycję zajęła zawodniczka z Ukrainy Inga Babakowa, trzecią zaś reprezentująca Norwegię Hanne Haugland.

## Wyniki

### Eliminacje
Źródło: 
Grupa A
| Miejsce | Zawodniczka          | Państwo           | Wysokość (m) | Wysokość (m) | Wysokość (m) | Wysokość (m) | Wysokość (m) | Wysokość (m) | Wynik końcowy | Uwagi |
| Miejsce | Zawodniczka          | Państwo           | 1,75         | 1,80         | 1,85         | 1,90         | 1,93         | 1,95         | Wynik końcowy | Uwagi |
| ------- | -------------------- | ----------------- | ------------ | ------------ | ------------ | ------------ | ------------ | ------------ | ------------- | ----- |
| 1.      | Inga Babakowa        | Ukraina           |              |              | O            | O            | O            | XO           | 1,95          |       |
| 2.      | Alina Astafei        | Niemcy            |              |              | O            | O            | O            |              | 1,93          |       |
| 2.      | Julija Lachowa       | Rosja             |              | O            | O            | O            | O            |              | 1,93          |       |
| 4.      | Olga Bolșova         | Mołdawia          |              | O            | O            | O            | XXO          | XXX          | 1,93          |       |
| 4.      | Kajsa Bergqvist      | Szwecja           |              | O            | O            | XO           | XXO          | XXX          | 1,93          |       |
| 6.      | Monica Iagăr         | Rumunia           |              | O            | XO           | O            | XXX          |              | 1,90          |       |
| 7.      | Zuzana Hlavoňová     | Czechy            |              | O            | XXO          | O            | XXX          |              | 1,90          |       |
| 8.      | Zhang Liwen          | Chiny             | O            | O            | O            | XXX          |              |              | 1,85          | SB    |
| 9.      | Swietłana Zalewskaja | Kazachstan        |              | XO           | XO           | XXX          |              |              | 1,85          |       |
| 10.     | Solange Witteveen    | Argentyna         | O            | O            | XXX          |              |              |              | 1,80          |       |
| 10.     | Karol Jenkins        | Stany Zjednoczone | O            | O            | XXX          |              |              |              | 1,80          |       |
| 10.     | Michelle Dunkley     | Wielka Brytania   |              | O            | XXX          |              |              |              | 1,80          |       |
| –       | Sieglinde Cadusch    | Szwajcaria        |              | O            | XO           | XXX          |              |              | DSQ           |       |

Grupa B
| Miejsce | Zawodniczka              | Państwo           | Wysokość (m) | Wysokość (m) | Wysokość (m) | Wysokość (m) | Wysokość (m) | Wynik końcowy | Uwagi |
| Miejsce | Zawodniczka              | Państwo           | 1,75         | 1,80         | 1,85         | 1,90         | 1,93         | Wynik końcowy | Uwagi |
| ------- | ------------------------ | ----------------- | ------------ | ------------ | ------------ | ------------ | ------------ | ------------- | ----- |
| 1.      | Ioamnet Quintero         | Kuba              |              | O            | O            | O            | O            | 1,93          |       |
| 1.      | Stefka Kostadinowa       | Bułgaria          |              |              | O            | O            | O            | 1,93          |       |
| 3.      | Britta Bilač             | Słowenia          |              | O            | O            | XO           | O            | 1,93          |       |
| 4.      | Wiktorija Fiodorowa      | Rosja             |              | O            | XXO          | O            | O            | 1,93          |       |
| 5.      | Nelė Žilinskienė         | Litwa             |              | O            | O            | XO           | XXO          | 1,93          |       |
| 6.      | Hanne Haugland           | Norwegia          |              | O            | O            | XXO          | XXO          | 1,93          |       |
| 7.      | Debbie Marti             | Wielka Brytania   | XO           | O            | O            | O            | XXX          | 1,90          |       |
| 8.      | Angela Bradburn-Spangler | Stany Zjednoczone |              | O            | O            | XO           | XXX          | 1,90          |       |
| 9.      | Pia Zinck                | Dania             |              | O            | XO           | XXO          | XXX          | 1,90          | NR    |
| 10.     | Mária Melová             | Słowacja          |              | O            | O            | XXX          |              | 1,85          |       |
| 11.     | Iryna Mychalczenko       | Ukraina           | O            | O            | XXX          |              |              | 1,80          |       |
| 12.     | Dóra Gyõrffy             | Węgry             | O            | XO           | XXX          |              |              | 1,80          |       |

### Finał
Źródło: 
| Miejsce | Zawodniczka         | Państwo         | Wysokość (m) | Wysokość (m) | Wysokość (m) | Wysokość (m) | Wysokość (m) | Wysokość (m) | Wysokość (m) | Wynik końcowy | Uwagi |
| Miejsce | Zawodniczka         | Państwo         | 1,85         | 1,90         | 1,95         | 1,98         | 2,00         | 2,02         | 2,08         | Wynik końcowy | Uwagi |
| ------- | ------------------- | --------------- | ------------ | ------------ | ------------ | ------------ | ------------ | ------------ | ------------ | ------------- | ----- |
| 01 !    | Stefka Kostadinowa  | Bułgaria        | O            | O            | O            | O            | O            | O            | XXX          | 2,02          | WL    |
| 02 !    | Inga Babakowa       | Ukraina         | O            | O            | O            | O            | O            | XXX          |              | 2,00          | =     |
| 03 !    | Hanne Haugland      | Norwegia        | O            | XO           | O            | XXO          | O            | XXX          |              | 2,00          | =     |
| 4.      | Alina Astafei       | Niemcy          | O            | O            | O            | XXX          |              |              |              | 1,95          | SB    |
| 5.      | Ioamnet Quintero    | Kuba            | XO           | O            | O            | XXX          |              |              |              | 1,95          | SB    |
| 6.      | Nelė Žilinskienė    | Litwa           | O            | O            | XO           | XXX          |              |              |              | 1,95          | =     |
| 7.      | Wiktorija Fiodorowa | Rosja           | O            | O            | XXO          | XXX          |              |              |              | 1,95          | SB    |
| 8.      | Kajsa Bergqvist     | Szwecja         | O            | XO           | XXO          | XXX          |              |              |              | 1,95          | =     |
| 9.      | Julija Lachowa      | Rosja           | O            | O            | XXX          |              |              |              |              | 1,90          |       |
| 9.      | Olga Bolșova        | Mołdawia        | O            | O            | XXX          |              |              |              |              | 1,90          |       |
| 9.      | Monica Iagăr        | Rumunia         | O            | O            | XXX          |              |              |              |              | 1,90          |       |
| 12.     | Britta Bilač        | Słowenia        | XO           | O            | XXX          |              |              |              |              | 1,90          |       |
| 13.     | Debbie Marti        | Wielka Brytania | O            | XXX          |              |              |              |              |              | 1,85          |       |